# Heuzecourt
Heuzecourt (picardisch: Hoscourt) ist eine nordfranzösische Gemeinde mit 162 Einwohnern (Stand 1. Januar 2022) im Département Somme in der Region Hauts-de-France. Die Gemeinde liegt im Arrondissement Amiens, ist Teil der Communauté de communes du Territoire Nord Picardie und gehört zum Kanton Doullens.

## Geographie
Die Gemeinde liegt zwischen Bernaville und dem Tal des Flusses Authie rund fünf Kilometer nordnordöstlich von Bernaville. Zur Gemeinde gehören der Weiler Grimont im Südwesten und das Gehöft Ferme du Mont Renault.

## Geschichte
Im Jahr 1175 soll Landri d’Orchicourt erster Grundherr gewesen sein. Von dem wohl nach 1732 errichteten Schloss haben sich ersichtlich keine Reste erhalten (Abbildung in ruinösem Zustand auf der Website).

## Einwohner
| 1962 | 1968 | 1975 | 1982 | 1990 | 1999 | 2006 | 2011 |
| ---- | ---- | ---- | ---- | ---- | ---- | ---- | ---- |
| 182  | 198  | 194  | 172  | 154  | 134  | 143  | 159  |

## Sehenswürdigkeiten
- Kirche Saint-Jean-Baptiste
- Kapelle Notre-Dame-de-Grâce in Grimont
- Ruine einer Windmühle an der Straße nach Béalcourt